# ポーキー・ピッグ
ポーキー・ピッグ（Porky Pig）は、ワーナー・ブラザースの作品『ルーニー・テューンズ』及び『メリー・メロディーズ』に登場する架空の豚。物語が終わる際、「こ・こ・こ・これでおしまい！（Th-Th-Th-That's All Folks!）」と言う。現存するルーニー・テューンズのキャラクターの中で最も古いキャラクター。

## キャラクター
ポーキー・ピッグは、1935年3月2日に公開された短編映画『ポーキーの母親参観（I Haven't Got a Hat）』（フリッツ・フレレング監督作）でスクリーンデビューを果たした。ポーキーという名前は、フレレング氏が子供の頃、同級生だった2人の兄弟『ポーキー』と『ピギー』に由来する。このキャラクターは最初、テックス・アヴェリーによって作られ、ポーキーは、1930年代後半に10本程度の短編作品に出演。だが監督らは、このキャラクターを把握せず、外見と性格が異なるのがわかる。1939年にはボブ・クランペットが本当のポーキーを描いた。一部の短編作品ではポーキーがハンターを担当することもあった（特に名曲の喧しい夕べ（A Corny Concerto）と『Porky in Wackyland』）。
純粋で温厚な性格で他のキャラに比べ、常識人で几帳面なキャラとして描かれており、特にダフィー絡みでは真面目な優等生キャラとして登場している。それ故に周囲に騙されたりからかわれることが多く、仕返ししようとして逆に振り回されては酷い目に遭うことが多い。
ルーニー・テューンズの低迷期を抜け出した最初のキャラクターであり当時のスターであるが、ダフィー・ダックが登場してからスターの座を奪われた。しかしその後もダフィーと共演することが多く、敵対関係でも相棒役でも彼に振り回さることがあるが回によっては美味しいところも持っていたり、いつもの仕返しをして逆転する回もある。『新 ルーニー・テューンズ』では容姿が初期のデブキャラに戻っていた。『ルーニー・テューンズ・カートゥーンズ』でもダフィーの悪ふざけや無茶苦茶な行動に怒って張り合うことが多いがこちらでは意外と最後は和解する結末が多く、いつもは自己中心的なダフィーも他の作品に比べ、ポーキーを親友として大切にしている節を見せている。

## テレビ・映画
1964年には『ポーキー・ピッグ・ショー』にテレビ初出演、1971年には『ポーキー＆フレンズ』でも出演。
1990年代のテレビアニメ『スピルバーグのアニメ タイニー・トゥーン』では、同じ豚キャラのハムトンの先生として登場。
また1988年には、『ロジャー・ラビット』のラストでカメオ出演しており、ディズニーシリーズで同じく締めをやっていたティンカー・ベルと共に本編の締め役として登場した。
1996年（日本では1997年）の映画『スペース・ジャム』でも『Tune Squad』のチームメンバーとして登場し、バッグスが用意した秘密のドリンク（ただの水）を最初に飲み、試合の後半ではいつになく強気な表情を見せ、シルベスターやフォグホーン・レグホーンと組み、ダンクを決める活躍を見せたも潰しにかかったモンスターズによってペチャンコにされた。試合後はマイケル達に今の時間を伝え、ラストはバッグスに締め役を取られ、今度は自分が言おうとしたらダフィーに邪魔されてしまう。2003年（日本では2004年）『ルーニー・テューンズ:バック・イン・アクション』では序盤とラストに登場し、スピーディー・ゴンザレスと並んでカメオ出演しており、序盤では自分の吃りについて愚痴を言っており、ラストはいつもの締めをしようとするも吃り過ぎて上手くいかず、締める前にスタッフが帰っていたので視聴者に「は、早く帰りな」と剥れながら言った。
『ベビー・ルーニー・テューンズ』では、幼児姿のポーキーとして登場しており、『ダック・ドジャース』では、カデットとして登場している。
『スペース・プレイヤーズ』でも登場し、同作に登場する『DCワールド』では、ヒーローになろうと企むスーパーマンの格好をするダフィーに付き合わされ、彼の活躍を記録するカメラマンをしていたがダフィーの失態でDCワールドに居られなくなり、選手として参加する。後半ではいつもの吃り癖から想像できないラップを披露し、大量の得点を手に入れ、古株キャラとして勝利に貢献した。
2024年公開の映画『The Day the Earth Blew Up: A Looney Tunes Movie』にも登場する。

## キャラクター像
- 豚を擬人化したキャラクター。
- 常に青のジャケット、赤の蝶ネクタイを身に付けている。
- ダフィー・ダックなどのキャラにいつも振り回され多くの被害の受けている（金庫を落とす等）。
- ペットを飼っていることが多い（無名の犬やシルベルター）。
- 温厚な性格だが、怒る時も多々ある。

## 声優
オリジナル版
- ジョー・ドハティ（1935年 – 1937年）
- メル・ブランク（1937年 - 1989年）
- ジェフ・バーグマン（グレムリン2 新・種・誕・生）
- ノエル・ブラン（スピルバーグのアニメ タイニー・トゥーン）
- グレッグバーソン（スピルバーグのアニメ タイニー・トゥーン、アニマニアックス）
- ロブ・ポールセン（アニマニアックス）
- ジョー・アラスカイ（スピルバーグのアニメ タイニー・トゥーン）
- エリック・ゴールドバーグ（スーパー・ダック[3]）
- ボブ・バーゲン（現在）

日本語版
- 不明（バッグス・バニー劇場）
- 藤巻佳子（フジテレビ版「マンガ大行進」）
- 堀絢子（マンガ大作戦）
- 兼本新吾⇒増岡弘（バッグス・バニーのぶっちぎりステージ）
- 塩屋浩三（アニマニアックスの第1話）
- 龍田直樹（バッグス・バニーショー以降）
- 鈴木みえ（現：一龍斎貞友）（IVC「アンティーク・アニメ・コレクション」）
- 緒方賢一（ロジャー・ラビット）